# برژانی (ناحیه کلاتووی)
برژانی (به چکی: Břežany) یک منطقهٔ مسکونی در جمهوری چک است که در ناحیه کلاتووی واقع شده‌است. برژانی ۱۰٫۴۴ کیلومتر مربع مساحت و ۱۶۸ نفر جمعیت دارد و ۴۸۸ متر بالاتر از سطح دریا واقع شده‌است.